# Saint Georges et le dragon (Lucas Cranach l'Ancien)
Saint Georges et le dragon est une gravure sur bois réalisée et 1507 par l'artiste de la Renaissance allemande Lucas Cranach l'Ancien (1472-1553).

## Histoire
Première estampe imprimée à l'encre d'or sur papier teinté bleu, le Saint Georges et le dragon que grave Lucas Cranach en 1507, alors qu'il travaille à Wittemberg à la cour du prince-électeur Frédéric III de Saxe dit le Sage, ouvre la voie aux expérimentations sur les procédés de gravure en couleurs.

## Technique
Seules deux épreuves, à Dresde et à Londres, témoignent aujourd'hui de la prouesse technique qui consistait à mêler deux planches, l'une de trait noir et l'autre de trait or, pour l'épreuve londonienne, et de trait blanc, pour l'épreuve allemande.
Le département des estampes et de la photographie de la Bibliothèque nationale de France conserve l'impression de la seule planche de trait noir, sans doute réalisée à une date avancée dans le XVIe siècle si l'on en juge par les cassures du bois.

## Analyse
Cette gravure rend bien compte de l'attention que Lucas Cranach portait à la représentation du cheval en mouvement, capturé ici les deux jambes avant levées et la tête inclinée vers le sol. Une telle posture rend compte de la connaissance que l'artiste avait des réflexions qui occupaient Albrecht Dürer depuis au moins une décennie.